# Bolesław Wolszlegier
Bolesław Wolszlegier (ur. 1850 w Szenfeldzie, zm. 20 maja 1926 tamże) – komisaryczny prezydent Torunia w latach 1920–1921, prawnik, ziemianin. Na początku 1920 roku objął on stanowisko komisarycznego prezydenta Torunia po tym, jak jego poprzednik Stanisław Esden-Tempski awansował na zastępcę wojewody. Urząd sprawował od 10 lutego 1920 roku do 1 maja 1921 roku. Jego następcą został Bronisław Dietl. Był bratem Władysława i ks. Antoniego, posłów do Reichstagu. Był również stryjem ppłka Jana T. Wolszlegiera, działacza patriotycznego i organizatora polskich wojsk balonowych.